# Живко Попов
Живко Янев Попов е български дипломат, политик и кандидат-член на ЦК на БКП.

## Биография
Роден е през 1930 г. в Бургас. Завършва икономика във ВИИ „Карл Маркс“ в София. От 1968 г. е секретар в българското посолство в Лондон. През 1974 г. оглавява отдел „Кадри“ в Министерството на външните работи. От 1976 до май 1980 г. е заместник-министър на външните работи на България. От 2 април 1976 до 2 март 1982 г. е кандидат-член на ЦК на БКП, когато е изключен от състава на ЦК. От септември 1979 до 1982 г. е посланик на България в Чехословакия. Близък е до кръга около Людмила Живкова. На 13 октомври 1981 г. с решение „Б“ № 34 на Политбюро на ЦК на БКП се дава съгласие да бъде арестуван „за грубо нарушение на социалистическата законност“. Срещу него е заведено дело във връзка с фонд „13 века България“. Обвинен е в закупуване на златни накити с цел препродажба в чужбина и магазините на „Кореком“ и реализиране на печалба от тази дейност, с безотчетно използване на средства от служба „Културно наследство“ и в закупуване на мебели, аудио и видео апаратура за апартамента му на сметката на посолствата на България в Лондон, Бон, Токио и Виена. През март 1982 г. е осъден на 20 години затвор по чл. 203, ал. 1 и 2 (присвояване) във връзка с 20, ал. 2 и чл. 26, ал. 1. Освободен е през 1990 г. поради здравословни причини. След това отново арестуван и вкаран в затвора. Освободен след амнистия, а след обжалване присъдата му е отменена като незаконосъобразна. Умира на 4 юни 2017 г. в София.